# Syphax (koning)

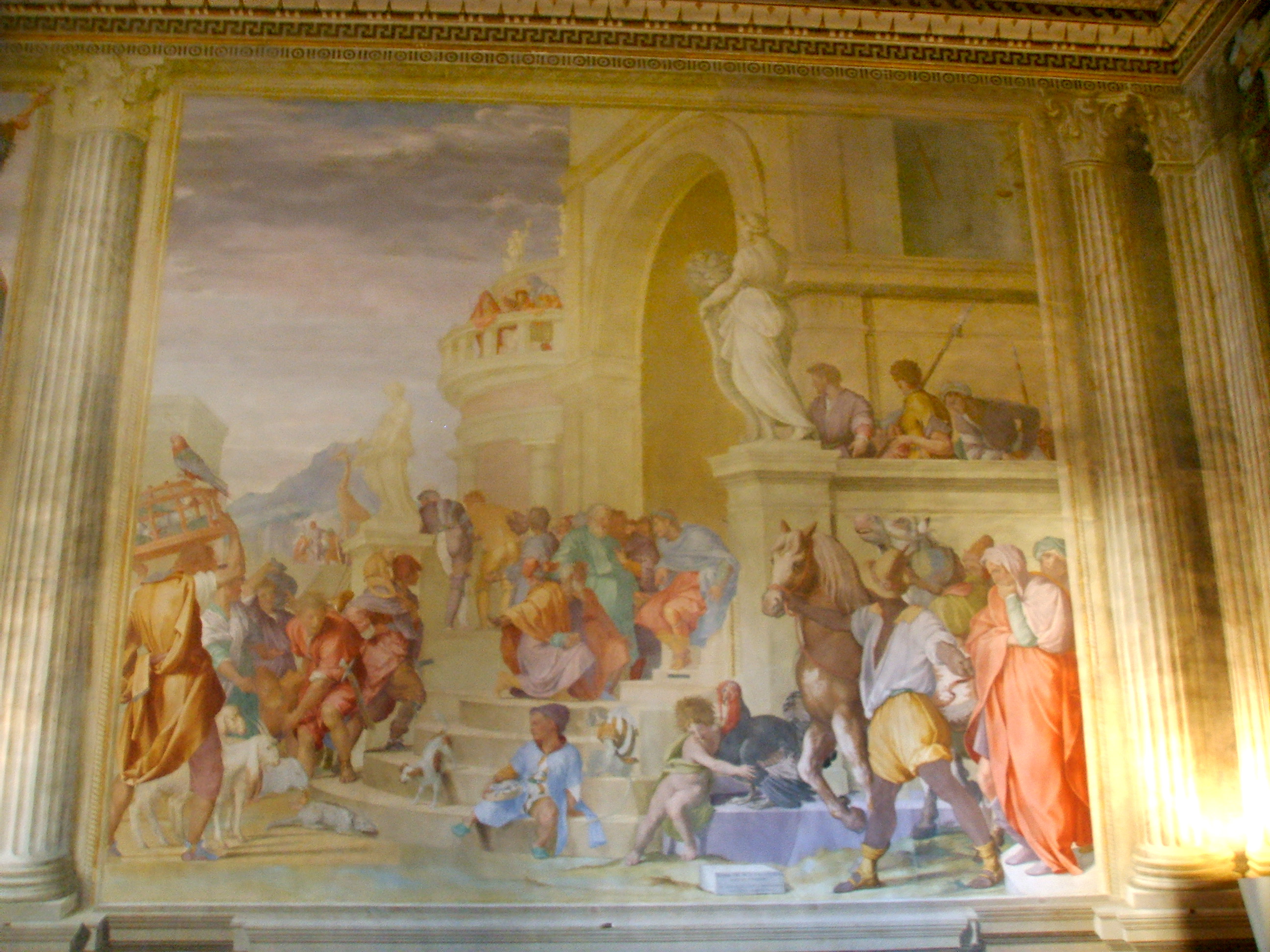
Syphax ontvangt Scipio; muurschildering door Alessandro Allori

Syphax was een koning van de Masaesylen in West-Numidia.
Hij was oorspronkelijk een bondgenoot van Rome tegen Carthago, maar zijn vrouw Sophoniba overtuigde hem over te lopen. In de Slag van de Grote Vlaktes tijdens de Tweede Punische Oorlog, werd Syphax verslagen en gevangengenomen door de Romeinse aanvoerder Gaius Laelius. Publius Cornelius Scipio Africanus maior nam hem over als zijn gevangene en Syphax stierf in Tivoli rond 203 v.Chr.